# Glenea joliveti
Glenea joliveti är en skalbaggsart som beskrevs av Stefan von Breuning 1970. Glenea joliveti ingår i släktet Glenea och familjen långhorningar. Inga underarter finns listade i Catalogue of Life.